# Episode II
Episode II es el séptimo álbum del dúo danés Safri Duo y el primero en destacar en el plano internacional ya que antes habían publicado seis álbumes clásicos. Su primer hit fue Played-A-Live tema de apertura en este álbum.

## Listado de canciones
| N.º | Título                                                     | Duración |  |
| 1.  | «Played-A-Live (The Bongo Song)» (Friis, Parsberg, Savery) | 6:45     |  |
| 2.  | «Snakefood» (Friis, Parsberg, Savery)                      | 6:03     |  |
| 3.  | «A-Gusta» (Friis, Savery)                                  | 5:38     |  |
| 4.  | «Samb-Adagio» (Friis, Parsberg, Savery)                    | 5:57     |  |
| 5.  | «Everything» (Friis, Savery)                               | 6:01     |  |
| 6.  | «Everything Epilogue» (Friis, Savery)                      | 2:38     |  |
| 7.  | «Crazy Benny» (Friis, Parsberg, Savery)                    | 5:32     |  |
| 8.  | «Baya Baya» (Friis, Savery)                                | 5:26     |  |
| 9.  | «Adagio» (Friis, Parsberg, Savery)                         | 5:11     |  |

## Posicionamiento

### Sencillos en el Billboard
| Año  | Sencillo                       | Listas                             | Semanas |
| 2001 | Played-A-Live (The Bongo Song) | Canadian Single Chart              | 4       |
| 2001 | Played-A-Live (The Bongo Song) | Dance Music/Club Play Singles      | 7       |
| 2001 | Played-A-Live (The Bongo Song) | Hot Dance Music/Maxi-Singles Sales | 25      |
| 2001 | Samb Adagio                    | Dance Music/Club Play Singles      | 27      |

## Personal
- Lars Danielsson - Bajo
- Jan Eliasson - Masterización
- Safri Duo - Percusión, Arreglos, Teclados, productor, Ingeniero, Mezcla

- Datos: Q388065